# ام‌وی کلاری (۱۹۳۹)
ام‌وی کلاری (۱۹۳۹) (به انگلیسی: MV Clary (1939)) یک کشتی بود که طول آن ۱۲۱ فوت ۳ اینچ (۳۶٫۹۶ متر) بود. این کشتی در سال ۱۹۳۹ ساخته شد.